# Podocarpus rumphii
Podocarpus rumphii är en barrträdart som beskrevs av Carl Ludwig von Blume. Podocarpus rumphii ingår i släktet Podocarpus och familjen Podocarpaceae. IUCN kategoriserar arten globalt som livskraftig. Inga underarter finns listade i Catalogue of Life.

## Bildgalleri

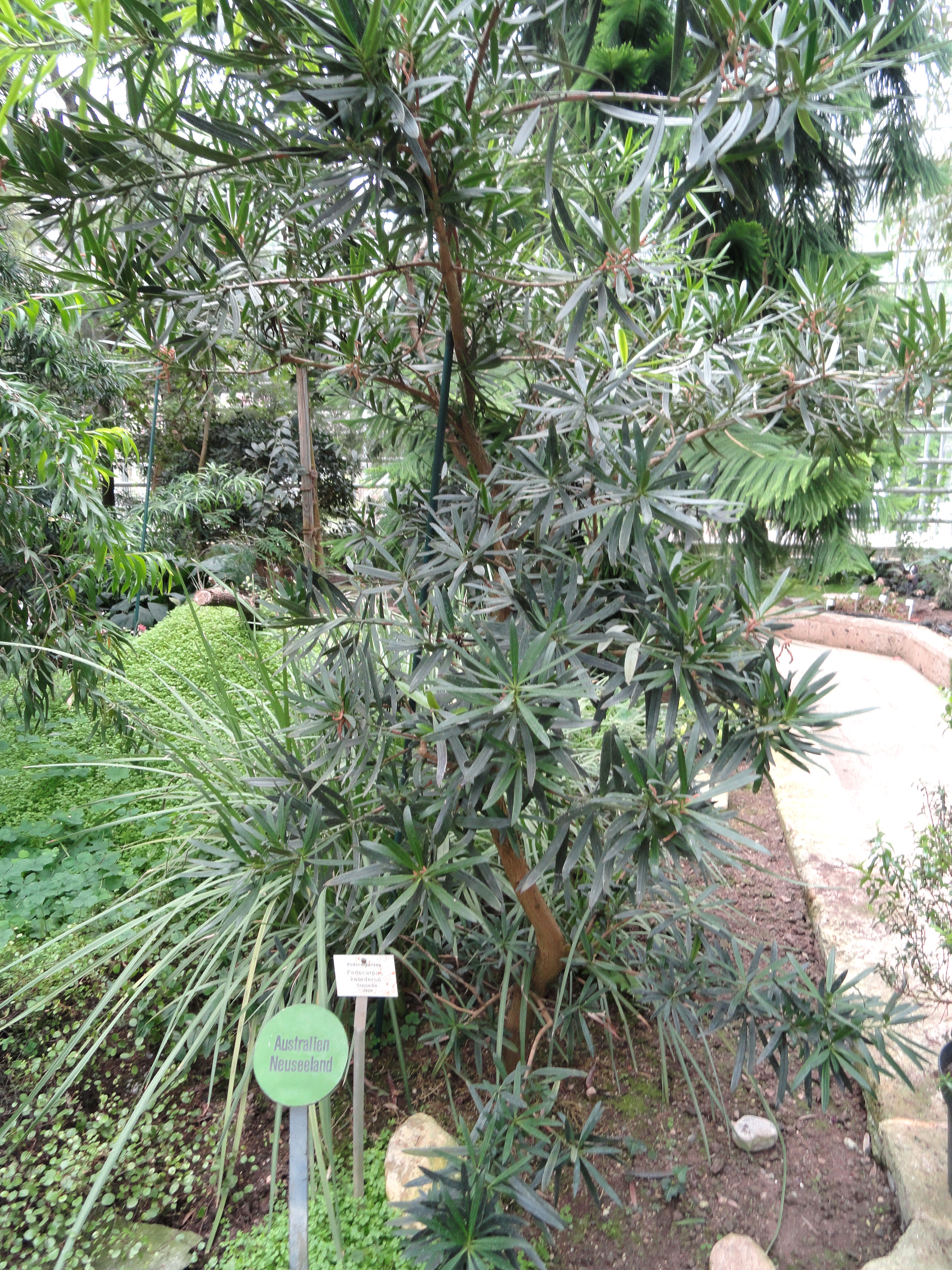
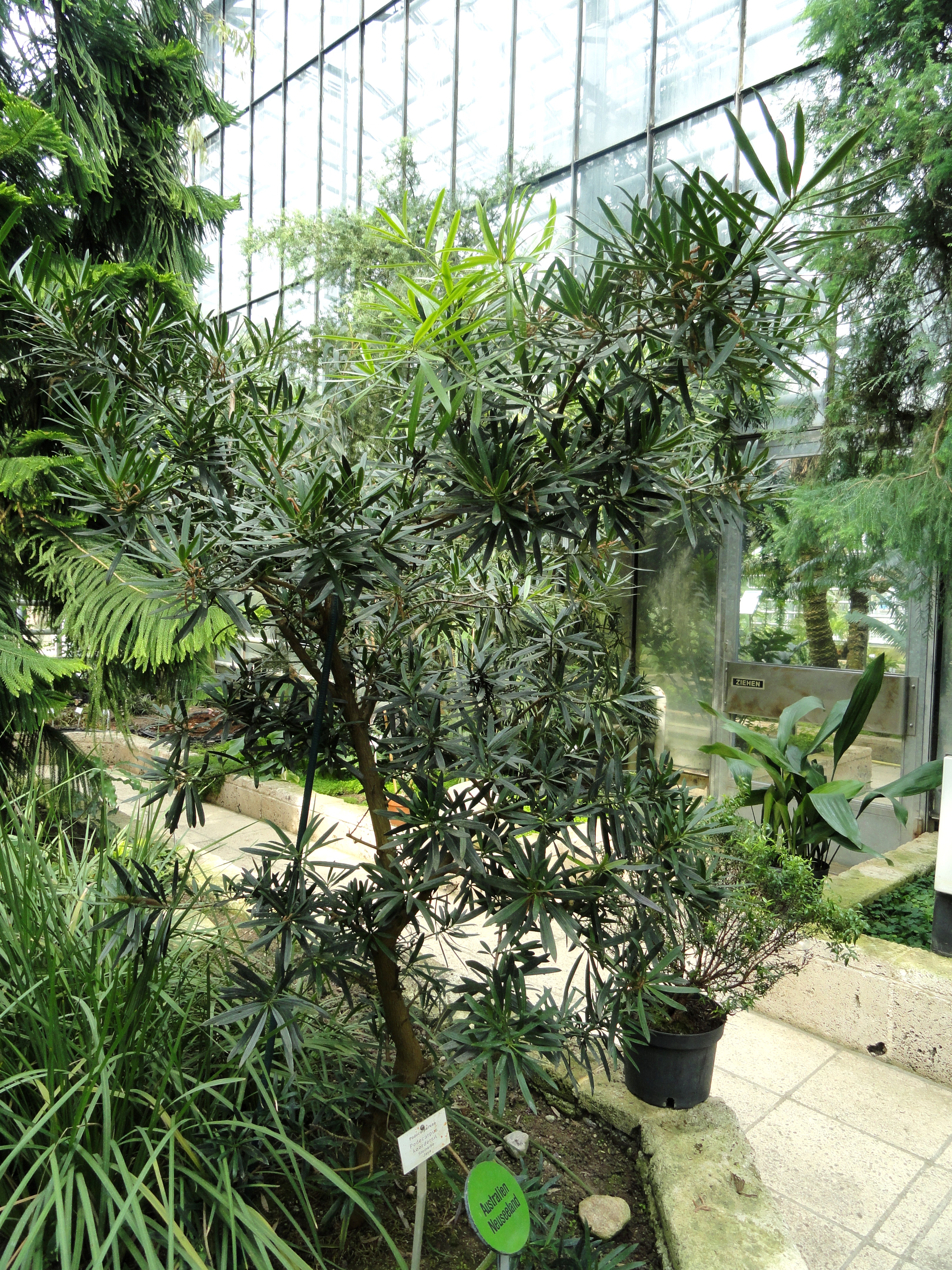